# Galaktičko vlakno
Galaktičko vlakno ili galaktički filament je vrsta strukture u izvangalaktičkoj astronomiji. Predstavlja nit, vlakno prostorne mreže koju čine galaktički superskupovi. Struktura izgleda kao vlakno. Debljine je dvadesetak milijuna svjetlosnih godina. Tvore ga galaktike, a nalazi se između velikih tamnih praznina.
Među bitnija vlakna su Berenikine kose, Perzeja-Pegaza, Velikog medvjeda, Risa-Velikog medvjeda, vlakno z=2.38 oko protoskupa ClG J2143-4423, Veliki zid CfA2.
Galaktički zidovi podvrsta su galaktičkih vlakana.